# جين هارلو (لاعب كرة قدم أمريكية)
جين هارلو (بالإنجليزية: Gene Harlow)‏ هو لاعب كرة قدم أمريكية أمريكي، ولد في 8 مارس 1919 في ألاباما في الولايات المتحدة، وتوفي في 31 ديسمبر 1998 في مقاطعة ويك في الولايات المتحدة.